# La Gomeztroika
La Gomeztroika es una historieta de 1989 del dibujante de cómics español Francisco Ibáñez perteneciente a la serie Mortadelo y Filemón. 

## Sinopsis
El año 1989 transcurre en un contexto de caída de las dictaduras, desde Chile hasta los países del bloque comunista, y los aires de democracia llegan a Chirimoyandia. Su gobernante, el general Obundio Gómez de Chirimoyandia, instaura la Gomeztroika (parodia de la Perestroika de Gorbachov), pero teme una conspiración por parte de algún allegado. Por esto solicita a la T.I.A. un par de agentes que, infiltrados en los ministerios, aseguren la democratización del país, por lo que la T.I.A. manda a Mortadelo y Filemón.